# آلیس در سرزمین عجایب (فیلم ۱۹۸۳)
آلیس در سرزمین عجایب (انگلیسی: Alice in Wonderland) یک فیلم است. از بازیگران آن می‌توان به کیت بارتون، ریچارد برتون، جفری هولدر، ایو آردن و ناتان لین اشاره کرد.